# Qualificazioni al campionato europeo dei piccoli stati maschile di pallavolo 2015
Le qualificazioni al campionato europeo dei piccoli stati maschile di pallavolo 2015 si sono svolte dal 5 all'8 giugno 2014: al torneo hanno partecipato sette squadre nazionali europee di stati con meno di un milione di abitanti e tre si sono qualificate al campionato europeo dei piccoli stati 2015.

## Regolamento

### Formula
Le squadre hanno disputato una fase a gironi con formula del girone all'italiana: le prime due classificate di ogni girone si sono qualificate per il campionato europeo dei piccoli stati 2015 (anche la nazionale del paese organizzatore, nonostante già qualificata, ha partecipato alle qualificazioni: nel caso in cui questa si classifichi tra le prime due del proprio girone, nessun'altra nazionale è ripescata).

### Criteri di classifica
Se il risultato finale è stato di 3-0 o 3-1 sono stati assegnati 3 punti alla squadra vincente e 0 a quella sconfitta, se il risultato finale è stato di 3-2 sono stati assegnati 2 punti alla squadra vincente e 1 a quella sconfitta.
L'ordine del posizionamento in classifica è stato definito in base a:
- Numero di partite vinte;
- Punti;
- Ratio dei set vinti/persi;
- Ratio dei punti realizzati/subiti;
- Risultati degli scontri diretti.

## Squadre partecipanti
- Andorra
- Cipro
- Fær Øer
- Irlanda del Nord
- Islanda
- Lussemburgo
- Scozia

## Torneo
| Girone A         | Girone B    |
| ---------------- | ----------- |
| Andorra          | Islanda     |
| Cipro            | Lussemburgo |
| Fær Øer          | Scozia      |
| Irlanda del Nord | -           |

### Girone A

#### Risultati
| 5 giugno 2014 Spyros Kyprianou Athletic Center, Limassol Durata: 1h:54 - Spettatori: 50  | Fær Øer          | 1 - 3 | Andorra          | 29-27, 21-25, 23-25, 20-25 |
| 5 giugno 2014 Spyros Kyprianou Athletic Center, Limassol Durata: 0h:56 - Spettatori: 150 | Cipro            | 3 - 0 | Irlanda del Nord | 25-12, 25-11, 25-19        |
| 6 giugno 2014 Spyros Kyprianou Athletic Center, Limassol Durata: 1h:21 - Spettatori: 50  | Andorra          | 0 - 3 | Irlanda del Nord | 21-25, 23-25, 27-29        |
| 6 giugno 2014 Spyros Kyprianou Athletic Center, Limassol Durata: 1h:07 - Spettatori: 50  | Fær Øer          | 0 - 3 | Cipro            | 19-25, 10-25, 14-25        |
| 7 giugno 2014 Spyros Kyprianou Athletic Center, Limassol Durata: 1h:17 - Spettatori: 75  | Irlanda del Nord | 0 - 3 | Fær Øer          | 23-25, 17-26, 23-25        |
| 7 giugno 2014 Spyros Kyprianou Athletic Center, Limassol Durata: 1h:03 - Spettatori: 100 | Andorra          | 0 - 3 | Cipro            | 11-25, 14-25, 11-25        |

#### Classifica
| Pos | Squadra          | Pt | G | V | P | SV | SP | Ratio | PF  | PS  | Ratio |
| --- | ---------------- | -- | - | - | - | -- | -- | ----- | --- | --- | ----- |
| 1   | Cipro            | 9  | 3 | 3 | 0 | 9  | 0  | MAX   | 225 | 121 | 1.860 |
| 2   | Fær Øer          | 3  | 3 | 1 | 2 | 4  | 6  | 0.667 | 211 | 240 | 0.879 |
| 3   | Irlanda del Nord | 3  | 3 | 1 | 2 | 3  | 6  | 0.500 | 184 | 221 | 0.833 |
| 4   | Andorra          | 3  | 3 | 1 | 2 | 3  | 7  | 0.429 | 209 | 247 | 0.846 |

### Girone B

#### Risultati
| 6 giugno 2014 Laugardalshöll, Reykjavík Durata: 1h:09 - Spettatori: 150 | Islanda     | 0 - 3 | Scozia      | 13-25, 15-25, 21-25               |
| 7 giugno 2014 Laugardalshöll, Reykjavík Durata: 1h:22 - Spettatori: 75  | Scozia      | 0 - 3 | Lussemburgo | 22-25, 14-25, 24-26               |
| 8 giugno 2014 Laugardalshöll, Reykjavík Durata: 2h:09 - Spettatori: 200 | Lussemburgo | 3 - 2 | Islanda     | 18-25, 26-24, 25-16, 29-31, 16-14 |

#### Classifica
| Pos | Squadra     | Pt | G | V | P | SV | SP | Ratio | PF  | PS  | Ratio |
| --- | ----------- | -- | - | - | - | -- | -- | ----- | --- | --- | ----- |
| 1   | Lussemburgo | 5  | 2 | 2 | 0 | 6  | 2  | 3.000 | 190 | 170 | 1.118 |
| 2   | Scozia      | 3  | 2 | 1 | 1 | 3  | 3  | 1.000 | 135 | 125 | 1.080 |
| 3   | Islanda     | 1  | 2 | 0 | 2 | 2  | 6  | 0.333 | 159 | 189 | 0.841 |

## Squadre qualificate
| Squadra | Qualificazione  |
| ------- | --------------- |
| Cipro   | 1ª nel girone A |
| Fær Øer | 2ª nel girone A |
| Scozia  | 2ª nel girone B |